# Anne Weber (Autorin)

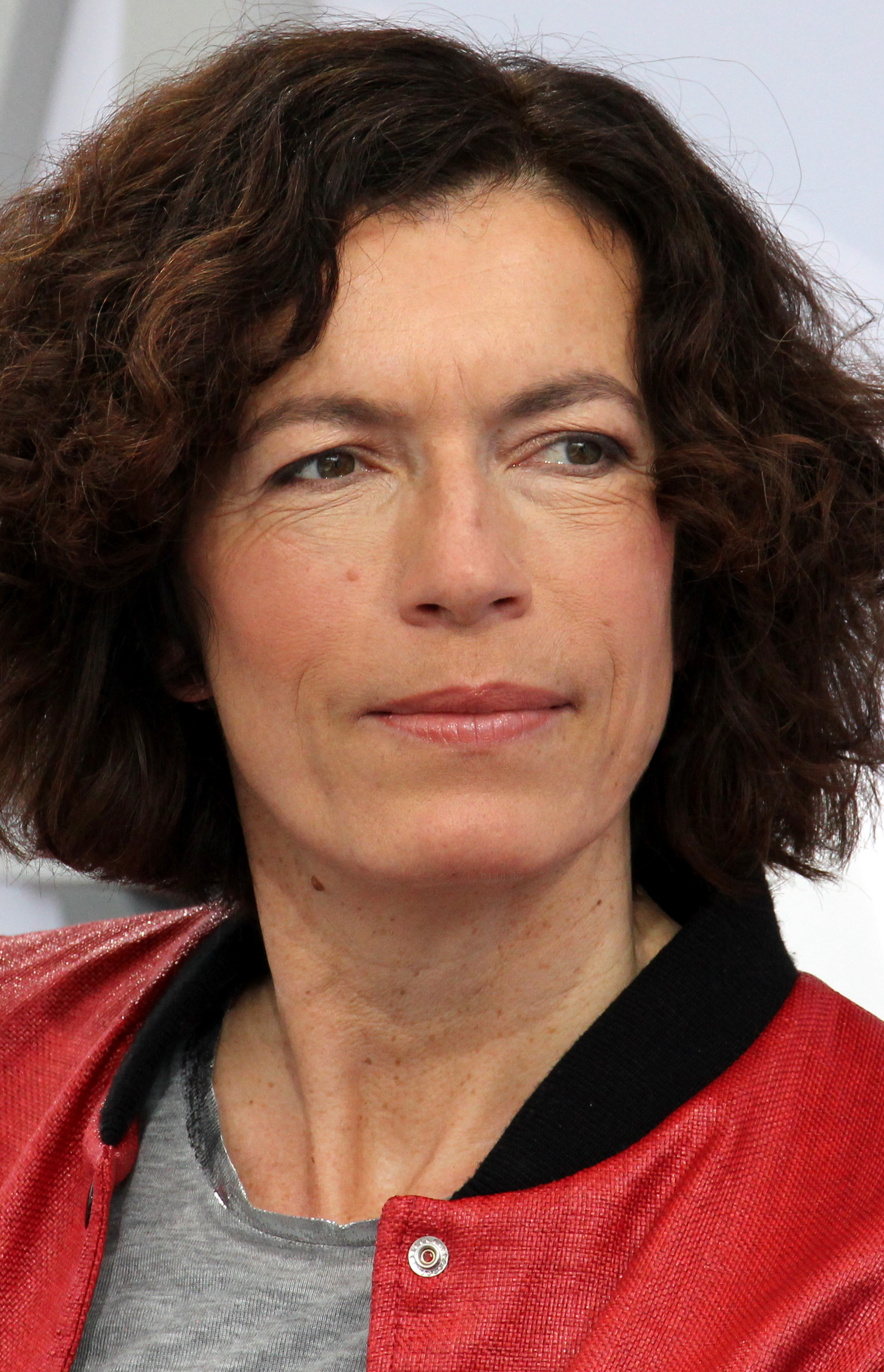
Anne Weber auf dem Blauen Sofa der Leipziger Buchmesse 2017

Anne Weber (* 13. November 1964 in Offenbach am Main) ist eine in Frankreich lebende deutsche Schriftstellerin und literarische Übersetzerin.

## Leben
Anne Weber besuchte das Wolfgang-Ernst-Gymnasium in Büdingen und bestand dort 1983 das Abitur. Sie ist Tochter des Pädagogen Adalbert Rang und von Charlotte Weber. Seit 1983 lebt sie in Paris. Dort studierte sie französische Literatur und Komparatistik an der Sorbonne.
Von 1989 bis 1996 arbeitete sie in verschiedenen französischen Verlagen. Daneben übersetzte sie Texte deutscher Gegenwartsautoren und Sachbücher ins Französische. Ihre eigenen, seit 1998 veröffentlichten Werke, verfasste sie anfangs in französischer Sprache und übersetzte sie später ins Deutsche. Inzwischen schreibt Anne Weber ihre Texte wieder zuerst in deutscher Sprache, um sie danach auch ins Französische zu übertragen.
Bei Anne Weber könne man sicher sein, „dass sie mit jedem neuen Buch ein neues literarisches Experiment wagt“, urteilte Ijoma Mangold. Mit ihrem Roman Tal der Herrlichkeiten (2012) sei ihr „das Experiment gelungen, das Jenseits erzählbar zu machen, ohne eine religiöse Verpflichtung einzugehen“.
Ihr autobiografischer Lang-Essay Ahnen. Ein Zeitreisetagebuch, der Anfang 2015 zeitgleich in Frankreich und Deutschland erschien, ist eine Auseinandersetzung mit ihrem Urgroßvater Florens Christian Rang (1864–1924). Alexander Cammann schrieb zu diesem Buch: „Dass diese weitverzweigte Suche nach Herkunft gelingt, liegt an der Erzählerin Anne Weber. […] Tatsächlich folgen wir ihren Positionswechseln gebannt, ebenso ihrer Arbeit mit und an den Worten. Es ist große Kunst, wie Anne Weber es vermag, aus der Geschichte einer intellektuellen Randgestalt wie Florens Christian Rang, verwoben mit ihrem eigenen Schicksal als uneheliche Tochter, eine paradigmatische Erzählung über jene Suche nach Herkunft zu machen, die immer noch viele Deutsche umtreibt.“
Webers Roman Kirio stand auf der Shortlist (Belletristik) des Preises der Leipziger Buchmesse 2017. 2020 gewann ihr Roman Annette, ein Heldinnenepos über Anne Beaumanoir den Deutschen Buchpreis. 2021 hielt Weber im Deutschen Literaturarchiv Marbach die „Schillerrede“. Für 2024 wurde ihr der Joseph-Breitbach-Preis zugesprochen.
Ihr Lebensgefährte Antoine Jaccottet, ein Sohn von Philippe Jaccottet, arbeitet beim Verlag Le Bruit de Temps und war vorher Lektor bei Gallimard.

## „Bannmeilen“
Webers Roman Bannmeilen (2024) erkundet die Banlieues von Paris, die als soziale Brennpunkte für Einwanderer aus den ehemaligen Kolonien Frankreichs bekannt sind. Die Erzählung verbindet Elemente der Ich-Erzählung und des Essays, wobei die Protagonisten, die Erzählerin und der Filmemacher Thierry die städtischen und gesellschaftlichen Ränder dieser Gebiete durchstreifen. Sie konzentriert sich auf die genaue Betrachtung und Befragung dieser wenig bekannten und oft stigmatisierten Orte, reflektiert dabei über kulturelle und soziale Unterschiede und hinterfragt eigene wie fremde Sichtweisen in einer „feinnervigen Prosa“.

## Zitat
„Der Übersetzer wird von jeder Unschärfe und jeder offenen Frage wie am Hosenbein festgehalten. Indem er die Mehrdeutig- und Eigenwilligkeiten, die Rhythmen, Klangvorlieben und Obsessionen des Autors auslotet, lernt er ihn langsam kennen; am Ende weiß er mehr von ihm oder ihr als dessen Ehefrau oder Ehemann. Wenn er nicht aufpasst, geht er langsam in ihn über: Die Autoren sind Kannibalen und fressen gerne ihre Übersetzer. Wie soll auch das Übersetzen gelingen, so lange man stur auf seiner Persönlichkeit beharrt? Der Übersetzer ist in mancher Hinsicht vergleichbar mit einem Schauspieler, insofern er ein fremdes Werk verkörpert, ihm einen neuen Sprachkörper verleiht.“

## Werke

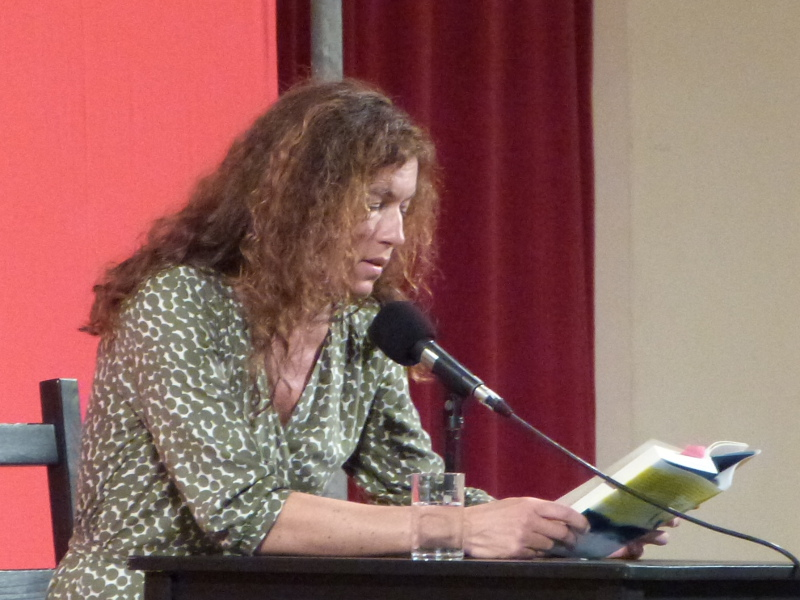
Anne Weber auf einer Lesung beim Erlanger Poetenfest 2012

### Werke in deutscher Sprache
- Ida erfindet das Schießpulver. Suhrkamp, Frankfurt am Main 1999, ISBN 978-3-518-12108-5.
- Im Anfang war … Suhrkamp, Frankfurt am Main 2000, ISBN 978-3-518-41174-2.
- Erste Person. Suhrkamp, Frankfurt am Main 2002, ISBN 978-3-518-41353-1
- Besuch bei Zerberus. Suhrkamp, Frankfurt am Main 2004, ISBN 978-3-518-41606-8.
- Gold im Mund. Suhrkamp, Frankfurt am Main 2005, ISBN 978-3-518-41713-3.
- Luft und Liebe. S. Fischer Verlag, Frankfurt am Main 2010, ISBN 978-3-10-091046-2.
- August. Ein bürgerliches Puppentrauerspiel. S. Fischer Verlag, Frankfurt am Main 2011, ISBN 978-3-10-091061-5.
- Tal der Herrlichkeiten. S. Fischer Verlag, Frankfurt am Main 2012, ISBN 978-3-10-091062-2.
- Ahnen. Ein Zeitreisetagebuch. S. Fischer Verlag, Frankfurt am Main 2015, ISBN 978-3-10-002247-9.[10]
- Kirio. S. Fischer Verlag, Frankfurt am Main 2017, ISBN 978-3-10-397269-6.
- Wo in weiter Ferne etwas Unergründliches zu sehen ist. Rede an die Abiturienten des Jahrgangs 2017, Hg. von Ralph Schock, St. Ingbert 2017, ISBN 978-3-95602-117-6.
- Annette, ein Heldinnenepos. Matthes & Seitz, Berlin 2020, ISBN 978-3-95757-845-7.
- Bannmeilen. Ein Roman in Streifzügen. Matthes & Seitz, Berlin 2024, ISBN 978-3-7518-0955-9.[11]

### Hörspiele
- Regen. Regie: Christine Nagel. HR/Deutschlandradio Kultur. 2016, 51 min.

### Werke in französischer Sprache
- Ida invente la poudre. Le Seuil, Paris 1998, ISBN 978-2-02-033803-5.
- Première personne. Le Seuil, Paris 2001, ISBN 978-2-02-048698-9.
- Cerbère. Le Seuil, Paris 2003, ISBN 978-2-02-063965-1.
- Cendres & métaux. Le Seuil, Paris 2006, ISBN 978-2-02-084744-5.
- Chers oiseaux. Le Seuil, Paris 2006, ISBN 978-2-02-084745-2.
- Tous mes vœux. Actes sud, Arles 2010, ISBN 978-2-7427-8800-2.
- Auguste – tragédie bourgeoise pour marionnettes. Le Bruit du temps, Paris 2010, ISBN 978-2-35873-012-9.
- Vallée des merveilles. Le Seuil, Paris 2012, ISBN 978-2-02-107381-2.
- Vaterland, Le Seuil, Paris 2015, ISBN 978-2-02-121878-7.
- Kirio, Le Seuil, Paris 2017, ISBN 2-02-134815-6.
- Annette, une épopée, Le Seuil, Paris 2020, ISBN 2-02-145042-2.

### Übersetzungen ins Französische
- Jacob Burckhardt: Démétrios, le preneur de villes. Paris 1992.
- Eleonore Frey: État d’urgence. Fayard, Paris 1992.
- Wolfgang Schivelbusch: La nuit désenchantée. Le Promeneur, Paris 1993.
- Hans Mayer: Walter Benjamin. Le Promeneur, Paris 1995.
- Birgit Vanderbeke: Guerre froide. Stock, Paris 1997.
- Birgit Vanderbeke: Alberta reçoit un amant. Paris 1999.
- Jakob Arjouni: Un ami. Fayard, Paris 2000.
- Corinne Hofmann: La Massaï blanche. Plon, Paris 2000.
- Melissa Müller: La vie d’Anne Frank. Plon, Paris 2000.
- Sibylle Lewitscharoff: Pong. Stock, Paris 2000.
- Birgit Vanderbeke: Devine ce que je vois. Stock, Paris 2000.
- Elke Schmitter: Madame Sartoris. Actes Sud, Arles 2001.
- Lea Singer: Le maître du goût. Plon, Paris 2001.
- Wilhelm Genazino: Un parapluie pour ce jour-là. Christian Bourgois éditeur, Paris 2002.
- Norbert Lebert: Car tu portes mon nom. Plon, Paris 2002.
- Sibylle Lewitscharoff: Harald le courtois. Le Seuil, Paris 2002.
- Erich Maria Remarque: Dis-moi que tu m’aimes. Plon, Paris 2002.
- Wilhelm Genazino: Un appartement, une femme, un roman. Christian Bourgois éditeur, Paris 2004.
- Wilhelm Genazino: La stupeur amoureuse. Christian Bourgois éditeur, Paris 2007.
- Wilhelm Genazino: Léger mal du pays. Christian Bourgois éditeur, Paris 2008.
- Wilhelm Genazino: Le bonheur par des temps éloignés du bonheur. Christian Bourgois éditeur, Paris 2010.
- Marie-Luise Scherer: L’accordéoniste. Christian Bourgois éditeur, Paris 2010.
- Wilhelm Genazino: Une petite lumière dans le frigo, Christian Bourgois éditeur, Paris 2012.
- Peter Handke: Une année dite au sortir de la nuit, Le Bruit du temps, Paris 2012.

### Übersetzungen ins Deutsche
- Pierre Michon: Leben der kleinen Toten. Suhrkamp, Frankfurt am Main 2003.
- Marguerite Duras: Hefte aus Kriegszeiten. Suhrkamp, Frankfurt am Main 2007.
- Pierre Michon: Rimbaud der Sohn. Suhrkamp, Frankfurt am Main 2008.
- Georges Perros: Luftschnappen war sein Beruf. Matthes & Seitz, Berlin 2012.
- Éric Chevillard: Krebs Nebel, diaphanes Verlag, 2013.
- Julia Deck: Viviane Elisabeth Fauville, Klaus Wagenbach Verlag, Berlin 2013.
- Pierre Michon: Körper des Königs, Suhrkamp Verlag, 2015.
- Cécile Wajsbrot: Zerstörung. Roman. Wallstein Verlag, Göttingen 2020.
- Georges Perros: Klebebilder. Aus dem Französischen und mit Anmerkungen von Anne Weber. Mit einem Vorwort von Jean Roudaut. Matthes & Seitz, Berlin 2020.
- Cécile Wajsbrot: Nevermore. Roman. Wallstein Verlag, Göttingen 2021.

### Sonstiges
- Das Sexualsubjekt, in: Susann Rehlein (Hrsg.): Bitte streicheln Sie hier, Eichborn, Frankfurt am Main 2000, ISBN 3-8218-0680-X.
- Mainzer Poetikvorlesung, 2003.
- Unfreiwillige und inkompetente Überlegungen zu Drastik und Avantgarde. Essay. In: BELLA triste Nr. 19, Hildesheim 2007.
- Trouver sa langue, trouver sa place. Le Monde, 2008.
- Aber diese Briefmarke. Cicero, 2010.
- Der Löwe im Schatten der Jahre (zu Joachim Patinirs „Hieronymus in der Wüste“), Neue Zürcher Zeitung, 10. Juli 2010.
- Die welthungrige Einsiedlerin (zu den Gehäuse-Arbeiten der Künstlerin Pia Linz), 31. Juli 2010.
- Einladung zum Staunen (zu Georges de La Tours „Anbetung der Hirten“), 11. September 2010.
- Kämpfen, ja, aber gegen wen? (zu Pierre Bonnards „Der Boxer“), Neue Zürcher Zeitung, 25. September 2010.
- Ça marche, les affaires? Corsofolio, Paris-Band, 2011.
- Gedanken zu Florens Christian Rang. Neue Rundschau, 2011.
- Schrankenlos waltende Wortlustfahrt. Zu Jürg Laederachs Episodenbuch Harmfuls Hölle. In: Volltext, Oktober 2011
- Bei Goethe zu lesen und bei Mozart zu hören: Der freie Wille in Liebesdingen. In: Neue Zürcher Zeitung, 1. März 2015.
- mit Thomas Stangl: Über gute und böse Literatur. Korrespondenz über das Schreiben. Matthes & Seitz, Berlin 2022, ISBN 978-3-7518-0074-7.

## Auszeichnungen und Ehrungen

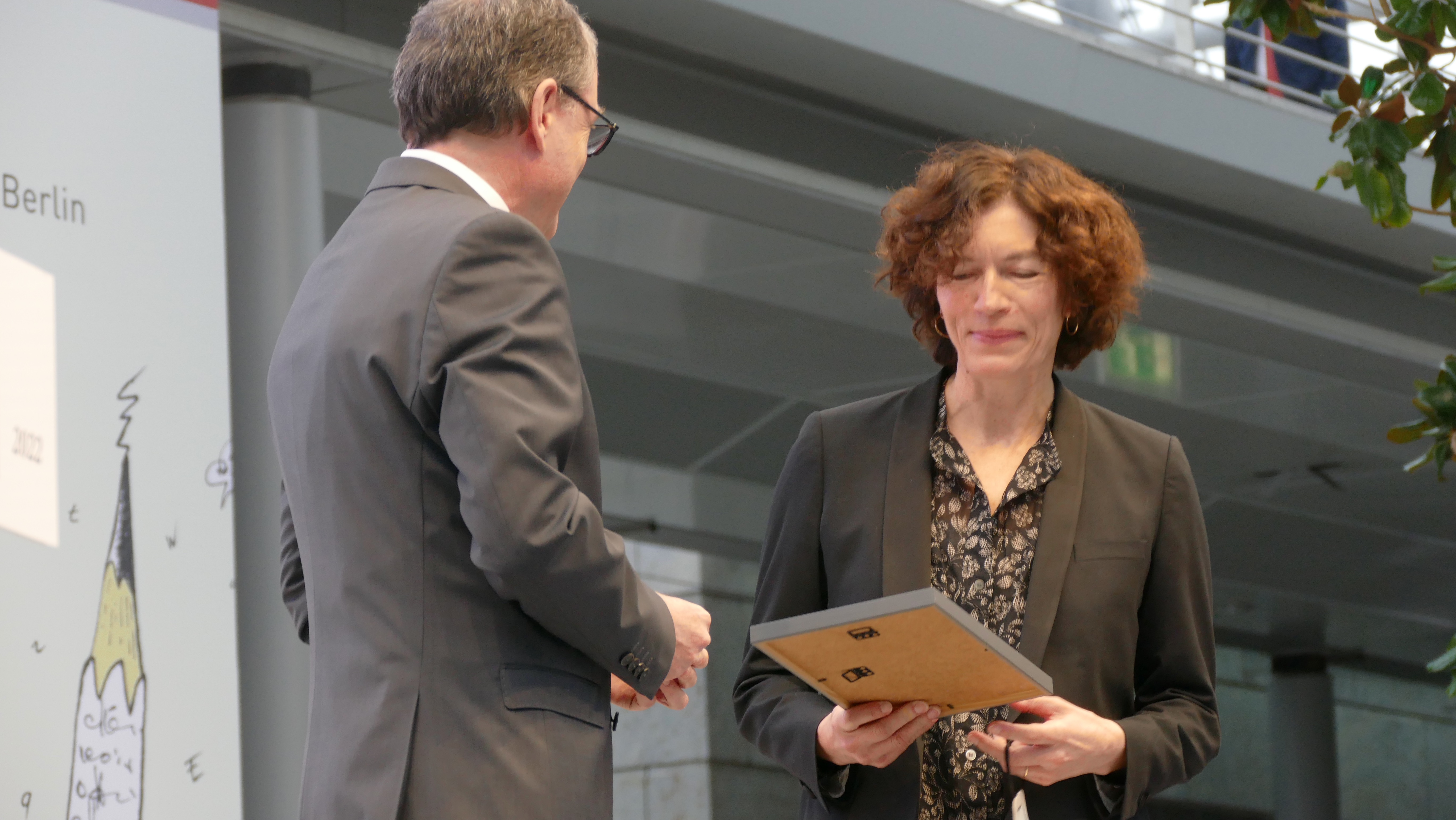
Anne Weber erhält den Preis der Leipziger Buchmesse 2022 in der Kategorie Übersetzung.

- 2002: Stipendium des Deutschen Literaturfonds
- 2004: Heimito von Doderer-Literaturpreis
- 2005: 3sat-Preis beim Ingeborg-Bachmann-Wettbewerb
- 2007: Stipendium der Deutschen Akademie Rom Villa Massimo in der Casa Baldi
- 2008: Europäischer Übersetzerpreis Offenburg
- 2010: Nominierung Preis der Leipziger Buchmesse
- 2010: Kranichsteiner Literaturpreis
- 2016: Johann-Heinrich-Voß-Preis für Übersetzung[12]
- 2016: Eugen-Helmlé-Übersetzerpreis[13]
- 2020/2021: Stadtschreiberin von Bergen
- 2020: Deutscher Buchpreis für Annette, ein Heldinnenepos
- 2021: Marbacher Schillerrede 2021[14]
- 2022: Preis der Leipziger Buchmesse für die Übersetzung von Nevermore von Cécile Wajsbrot[15]
- 2022: Heidelberger Poetikdozentur[16]
- 2024: Annette-von-Droste-Hülshoff-Preis[17]
- 2024: Solothurner Literaturpreis[18]
- 2024: Joseph-Breitbach-Preis[19]
- 2024: Samuel-Bogumil-Linde-Preis

## Belege
1. ↑  Oliver Pfohlmann: Anne Webers neues Buch: Die Zeit hat viele Fenster. In: Der Tagesspiegel. 23. Februar 2015, abgerufen am 1. November 2022.
2. ↑  Zeit Literatur, Oktober 2012, S. 17.
3. ↑  Zeit Literatur Nr. 41, Oktober 2012, S. 17.
4. 1 2  Alexander Cammann: Die Frische des Sonnenaufgangs. In: Die Zeit. 27. März 2015, S. 20–21, archiviert vom Original am 29. April 2017.
5. ↑  Belletristik – Nominierte – Preis der Leipziger Buchmesse 2017. In: www.preis-der-leipziger-buchmesse.de. Abgerufen am 21. Februar 2025.
6. ↑  2020 Deutscher Buchpreis. In: deutscher-buchpreis.de (abgerufen am 5. November 2022).
7. ↑  Autorin Weber für sorgsamen Umgang mit Freiheit, deutschlandfunkkultur.de, veröffentlicht und abgerufen am 8. November 2021.
8. ↑  Helmut Böttiger: Anne Webers Roman „Bannmeilen“: Erkundung der absoluten Gegenwart. In: taz.de. 16. April 2024, abgerufen am 17. April 2024.
9. ↑  Anne Weber: Dankesrede für den Johann-Heinrich-Voß-Preis, in der Zeitschrift Übersetzen, Heft 1, 2017
10. ↑  Das Dickicht wird umso dichter, je tiefer sie eindringt in FAZ vom 19. Februar 2015, Seite 12
11. ↑  Andrea Köhler: Im Roman «Bannmeilen» geht Anne Weber in Paris dorthin, wo niemand sonst hingeht. In: Neue Zürcher Zeitung. 7. April 2024, ISSN 0376-6829 (nzz.ch [abgerufen am 20. April 2024]).
12. ↑  Pressemitteilung der Deutschen Akademie vom 18. Dezember 2015.
13. ↑  Anne Weber erhält Helmlé-Übersetzerpreis. In: Saarbrücker Zeitung, 22. Juni 2016, S. B4. Die Preisrede Weber zu den Preisen von 2015/2016 siehe unter Weblinks.
14. ↑  Detail – DLA Marbach (Memento vom 30. Oktober 2021 im Internet Archive)
15. ↑  Tomer Gardi gewinnt mit seinem Roman "Eine runde Sache" den Preis der Leipziger Buchmesse. In: SWR.de, veröffentlicht und abgerufen am 17. März 2022.
16. ↑  Marietta Fuhrmann-Koch: Anne Weber übernimmt Heidelberger Poetikdozentur. In: idw-online.de (Informationsdienst Wissenschaft). 29. Juni 2022, abgerufen am 5. Juli 2022.
17. ↑  Autorin Anne Weber erhält Droste-Hülshoff-Preis, wdr.de, veröffentlicht und abgerufen am 18. Januar 2024.
18. ↑  Gesamtwerk gewürdigt - Anne Weber gewinnt den Solothurner Literaturpreis. In: Schweizer Radio und Fernsehen. 1. Februar 2024, abgerufen am 1. Februar 2024.
19. ↑  Petra Plättner: Joseph-Breitbach-Preis 2024 an Anne Weber. Akademie der Wissenschaften und der Literatur, Mainz, Pressemitteilung vom 10. Mai 2024 beim Informationsdienst Wissenschaft (idw-online.de), abgerufen am 10. Mai 2024.

| Personendaten    | Personendaten                                           |
| ---------------- | ------------------------------------------------------- |
| NAME             | Weber, Anne                                             |
| KURZBESCHREIBUNG | deutsche Schriftstellerin und literarische Übersetzerin |
| GEBURTSDATUM     | 13. November 1964                                       |
| GEBURTSORT       | Offenbach am Main                                       |